# Carlos Hill
Carlos Manuel Hill Ovalle (Quillota, 6 de noviembre de 1906-6 de septiembre de 1969) fue un futbolista chileno que jugaba de portero.
Fue figura destacada de San Luis durante su época amateur, formó parte de la denominada «trilogía de oro» del club en conjunto con Óscar Alfaro e Iván Mayo.
Como jugador de Santiago Wanderers fue seleccionado nacional en el Campeonato Sudamericano 1926, donde integró la oncena titular que derrotó a Bolivia, en el primer triunfo de Chile en un partido oficial.

## Trayectoria
Desde muchacho sentía una gran afición por el futbol y su mayor placer era acudir todos los domingos a las canchas. Estudió en el Liceo de Hombres de Quillota, en donde destacó en básquetbol, fútbol y atletismo. En 1919 ingresó como arquero en el cuadro infantil de Unión Royal.
Después tuvo que irse a Santiago, para entrar en la Escuela de Artes y Oficios. Ingreso a la segunda división del Santiago Infantil, alcanzando a jugar varias partidas, como portero del equipo. Desde esa fecha, siempre he jugado como arquero. Como Alumno de la Escuela de Artes, también jugó en su equipo de futbol.
A mediados de 1924 regresó a Quillota, uniéndose al primer equipo de San Luis, en donde también actuó como delantero.
Sus presentaciones en el conjunto canario lo llevaron en 1926 a Santiago Wanderers, lo que le permitió ser seleccionado de la Zona Central y de la Liga Valparaíso. En 1926 fue seleccionado de Valparaíso para actuar en el partido amistoso frente al Deportivo Español, que se encontraba de gira en Chile y que traía entre sus filas a Ricardo Zamora, famoso arquero español. En ese encuentro Carlos Hill fue elegido como el mejor jugador del partido y Zamora le regaló un reloj de oro.
Volvió a San Luis en 1927 y se mantuvo en el club hasta 1937, en este periodo además se desempeñó como capitán del equipo.
Luego llegó a jugar en el Gimnástico-Administración del Puerto de Valparaíso, conquistando un título en su primer año con el club. Después estuvo un año en el Deportes Viña del Mar, logrando ser el portero menos batido de Asociación Porteña en 1940.
Posteriormente regresó a San Luis, para jugar su última temporada como futbolista. En los años posteriores fue dirigente del club y figura clave para el ingreso al profesionalismo del conjunto quillotano en 1953.

## Selección nacional
Fue internacional con la selección chilena durante el año 1926, participó en una edición del Campeonato Sudamericano. Disputó un partido oficial con la selección.
Formó parte del plantel que disputó el Campeonato Sudamericano de 1926, que se disputó en Santiago. Fue titular en el primer partido de la selección en dicho torneo, que terminó con un triunfo por 7-1 frente a Bolivia. No pudo actuar en los siguientes encuentros debido a una lesión que tuvo en un entrenamiento.

### Participaciones en el Campeonato Sudamericano
| Torneo                       | Sede  | Resultado     | Partidos |
| ---------------------------- | ----- | ------------- | -------- |
| Campeonato Sudamericano 1926 | Chile | Tercer puesto | 1        |
| Total                        | Total | Total         | 1        |

### Partidos internacionales
| 1     | 12 de octubre de 1926 | Campos de Sports, Santiago, Chile | Chile      | 7-1 | Bolivia | Campeonato Sudamericano 1926 |
| Total |                       |                                   | Presencias | 1   |         |                              |

## Clubes
| Club                                 | País  | Año         |
| ------------------------------------ | ----- | ----------- |
| San Luis                             | Chile | 1923 - 1925 |
| Santiago Wanderers                   | Chile | 1926 - 1927 |
| San Luis                             | Chile | 1928 - 1937 |
| Gimnástico-Administración del Puerto | Chile | 1938 - 1939 |
| Deportes Viña del Mar                | Chile | 1940        |
| San Luis                             | Chile | 1941        |

## Palmarés

### Torneos locales
| Título                            | Club                                 | País  | Año  |
| --------------------------------- | ------------------------------------ | ----- | ---- |
| Primera División (Quillota)       | San Luis                             | Chile | 1924 |
| Primera División (Quillota)       | San Luis                             | Chile | 1925 |
| Copa Sporting (Quillota)          | San Luis                             | Chile | 1927 |
| Copa Sporting (Quillota)          | San Luis                             | Chile | 1928 |
| Primera División (Quillota)       | San Luis                             | Chile | 1928 |
| Copa Sporting (Quillota)          | San Luis                             | Chile | 1929 |
| Primera División (Quillota)       | San Luis                             | Chile | 1929 |
| Campeonato de Apertura (Quillota) | San Luis                             | Chile | 1931 |
| Primera División (Quillota)       | San Luis                             | Chile | 1931 |
| Primera División (Quillota)       | San Luis                             | Chile | 1932 |
| Copa Sporting (Quillota)          | San Luis                             | Chile | 1933 |
| Primera División (Quillota)       | San Luis                             | Chile | 1933 |
| Copa Sporting (Quillota)          | San Luis                             | Chile | 1934 |
| Liga de Valparaíso                | Gimnástico-Administración del Puerto | Chile | 1938 |
| Campeonato de Apertura (Quillota) | San Luis                             | Chile | 1940 |